# 늑윤
늑윤(勒允, ? ~ ?)은 중국 후한 말의 무장이다.

## 행적
조조를 섬겼다.
194년, 범현의 현령으로 조조가 서주를 공격하는 틈을 이용해 여포가 복양을 기습하자 대부분의 군과 현이 모두 여포에게 호응했지만 견성현, 범현, 동아현만이 동요하지 않았다.
정욱이 동아현으로 가다가 범현을 지났는데, 늑윤은 여포에게 가족이 붙잡혀서 정욱이 설득하자 다른 마음을 품지 않겠다고 맹세했고 진궁이 파견한 범의를 만날 때 병사들을 숨겨뒀다가 그를 죽였다.